# الخدرة (وشحة)

تعديل مصدري - تعديل

الخدرة هي إحدى قرى عزلة بنى سعد بمديرية وشحة التابعة لمحافظة حجة، بلغ تعداد سكانها 88 نسمة حسب تعداد اليمن لعام 2004.